# Консе (Белхатовський повіт)
Консе (пол. Kąsie) — село в Польщі, у гміні Белхатув Белхатовського повіту Лодзинського воєводства.
У 1975-1998 роках село належало до Пйотрковського воєводства.